# NGC 2793
NGC 2793 este o galaxie spirală situată în constelația Linxul. A fost descoperită în 6 martie 1828 de către John Herschel.